# Chelli (cognome)
Chelli è un cognome di lingua italiana.

## Varianti
Il cognome non presenta varianti.

## Origine e diffusione
Cognome tipicamente toscano, è presente anche in Emilia-Romagna.
Potrebbe derivare da un'aferesi del cognome Michelli o Rustichelli.

## Persone
- Andrea Chelli, detto Mistero (1973-2014) – fantino italiano.
- Carlo Chelli (1807-1877) – scultore italiano.
- Domenico Chelli (1746-1820) – architetto, scenografo, pittore e decoratore italiano.